# Alejandro (노래)
"Alejandro"는 미국의 음악가 레이디 가가의 싱글로 1집 리패키지 앨범 The Fame Monster에 수록되어 있다.

## 트랙 리스트

### 디지털 다운로드
1. "Alejandro" – 4:34

### 영국 싱글 CD
1. "Alejandro" – 4:34
2. "Alejandro" (Dave Audé Remix) – 7:15

### 프랑스 싱글 CD
1. "Alejandro" (Radio Edit) – 3:58
2. "Alejandro" (Dave Audé Radio Remix) – 3:51
3. "Alejandro" (Bimbo Jones Radio Edit Remix) – 3:19

## 차트 기록
| 차트(2009/2010)             | 최고기록 |
| --------------------------- | -------- |
| 오스트레일리아 싱글 차트    | 2        |
| 오스트리아 싱글 차트        | 4        |
| 벨기에 싱글 차트 (Flanders) | 4        |
| 벨기에 싱글 차트 (Wallonia) | 4        |
| 브라질 핫 100 방송          | 97       |
| 캐나디언 핫 100             | 4        |
| 체코 방송 차트              | 10       |
| 덴마크 싱글 차트            | 7        |
| 덴마크 탑 40                | 4        |
| 핀란드 싱글 차트            | 1        |
| 프랑스 디지털 싱글 차트     | 3        |
| 헝가리 싱글 차트            | 5        |
| 아일랜드 싱글 차트          | 3        |
| 이탈리아 싱글 차트          | 2        |
| 뉴질랜드 싱글 차트          | 11       |
| 노르웨이 싱글 차트          | 4        |
| 러시아 방송 차트            | 8        |
| 슬로바키아 방송 차트        | 2        |
| 스페인 싱글 차트            | 32       |
| 스웨덴 싱글 차트            | 5        |
| 스위스 싱글 차트            | 7        |
| 영국 싱글 차트              | 8        |
| 미국빌보드 핫 100           | 5        |